# Treales, Roseacre and Wharles
Treales, Roseacre and Wharles est une paroisse civile du Lancashire, en Angleterre.